# أرينجة صغيرة الثمار
أرينجة صغيرة الثمار (الاسم العلمي:Arenga microcarpa) هي نوع من النباتات تتبع جنس الأرينجة من الفصيلة الفوفلية.